# Neosemidalis detrita
Neosemidalis detrita là một loài côn trùng trong họ Coniopterygidae thuộc bộ Neuroptera. Loài này được McLachlan miêu tả năm 1867.